# Kanada, Degerfors
Kanada är en stadsdel i centrala Degerfors vid Letälven, cirka 800 meter från Degerfors centrum. Kanada är belagt som namn på stadsdelen sedan 1896, men området började bebyggas 1891. Stadsdelens gatunät följer en rutnätsplan och bebyggelsen är blandad.
I Kanada ligger Vallakyrkan och flera äldre frikyrkobyggnader. Tidigare fanns även ett fotbollslag som senare gick ihop med Jannelund.